# Anna Nordlander

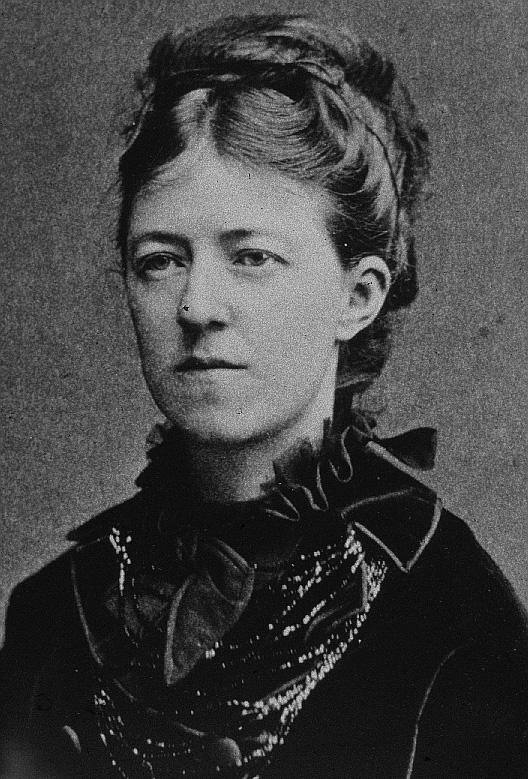
Anna Nordlander, Fotografie

Anna Catharina Nordlander (geboren am 26. März 1843 in Skellefteå; gestorben am 28. April 1879 in Stockholm) war eine schwedische Malerin.

## Leben
Anna Nordlander kam 1843 als Tochter von Nils Nordlander und seiner Frau Anna Maria, geborene Gestrin, im nordschwedischen Skellefteå zur Welt. Sie war das jüngste von sechs Kindern. Ihr Vater gilt als Gründer ihrer Geburtsstadt und wirkte dort als Pfarrer. Der Großvater mütterlicherseits war ebenfalls Pfarrer. Eine Gouvernante unterrichtete Anna Nordlander und ihre fünf Geschwister im Pfarrhaus der Gemeinde. Der Vater war als Freizeitmaler aktiv und förderte wahrscheinlich die künstlerischen Talente seiner Tochter. 1850 besuchte der Maler Johan Fredrik Höckert während seiner Lappland-Reise das Haus der Familie Nordlander. Er gilt als erster bedeutender Maler, der die Landschaft Lapplands und das Volksleben der Samen darstellte. Anna Nordlander wurde vermutlich 1863 Höckerts Privatschülerin. 1864 und 1865 gab sie Zeichenunterricht an der Schule in Skellefteå.
Anna Nordlander studierte in Stockholm zuerst an der Kunsthochschule Slöjdskolan (heute Konstfack), bevor sie 1866–1872 die Frauenklasse der Kungliga Konsthögskolan besuchte. Sie gehörte neben Amanda Sidwall, Christine Sundberg, Anna Nordgren, Sophie Södergren und Mimmi Zetterström zu den ersten Frauen, die dort studieren durften. Zu Nordlanders Lehrern gehörten der Genremaler August Malmström und der Historienmaler Johan Christoffer Boklund. Während ihrer Studienzeit erhielt sie 1869 für ihre Arbeit als Auszeichnung die Tessinska-Medaille.
1873 setzte Nordlander ihre Studien im Ausland fort. Zunächst hielt sie sich in Brüssel auf, wo sie Unterricht bei dem Maler Jean-François Portaels erhielt und im Museum der Schönen Künste Werke von Peter Paul Rubens kopierte. Danach ging sie mit der Künstlerkollegin Kerstin Cardon nach Paris und studierte an der Académie Julian bei Jules Lefebvre und Tony Robert-Fleury. In Paris lernte sie den schwedischen Maler Alfred Wahlberg kennen, dessen Freilichtmalerei sie bewunderte.
Ab 1875 lebte Nordlander mit ihrer Mutter in Stockholm und bezog dort ein eigenes Atelier. Hier erhielt sie verschiedene Porträtaufträge und zeigte wiederholt Werke im Stockholmer Kunstverein (Stockholms konstförening) und in den Ausstellungen der Kunstakademie (Konstakademien). Darüber hinaus besuchte sie oftmals ihre Heimatstadt Skellefteå. Sie war die erste Künstlerin, die das Leben der nördlichen Samen darstellte. Neben Landschaften aus Lappland porträtierte sie in ihren Bildern genrehaft samische Volkstypen und malte Motive aus der nordischen Geschichte und Mythologie.
Anna Nordlander starb 1879 im Alter von 36 Jahren in Stockholm. Ihre Kunst blieb danach viele Jahrzehnte weitgehend unbeachtet. Erst in den 1990er Jahren kam es zu einer Art Wiederentdeckung der Künstlerin. In diesem Zusammenhang kam es 1995 zur Gründung des ihr gewidmeten Museum Anna Nordlander in Skellefteå, das mehr als 40 ihrer Werke und Wechselausstellungen zeigt. Weitere Werke befinden sich beispielsweise im Nationalmuseum in Stockholm. Zur Erinnerung an die Künstlerin vergibt das Museum Anna Nordlander alle zwei Jahre den Anna-Nordlander-Preis.

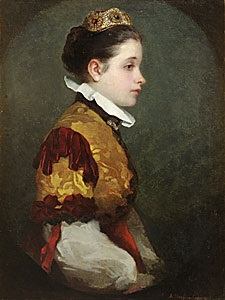
Anna Nordlander: Flicka i historisk dräkt
Anna Nordlander: Träd
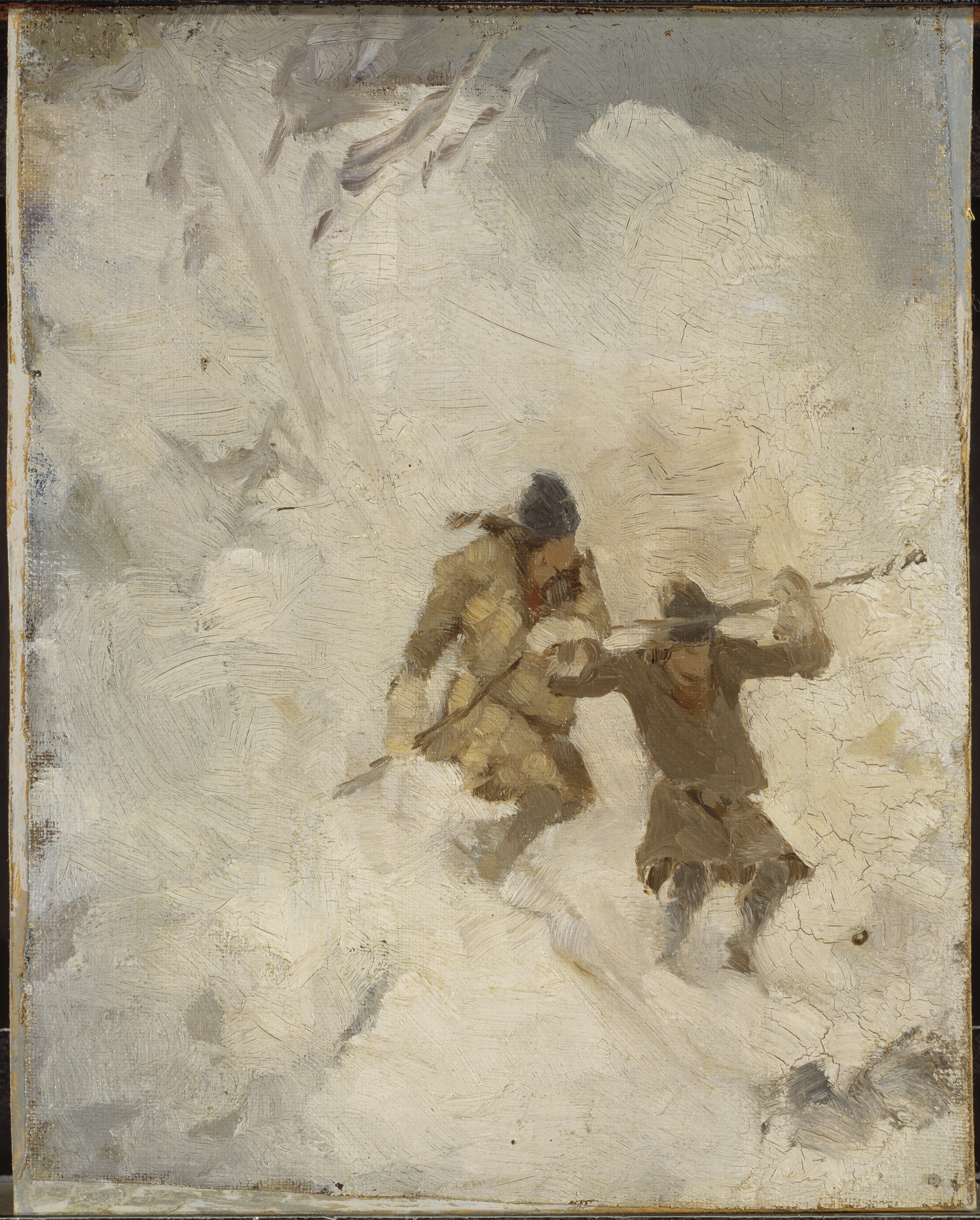
Anna Nordlander: Två skidåkande lappar
Anna Nordlander: Vid hängvaggan
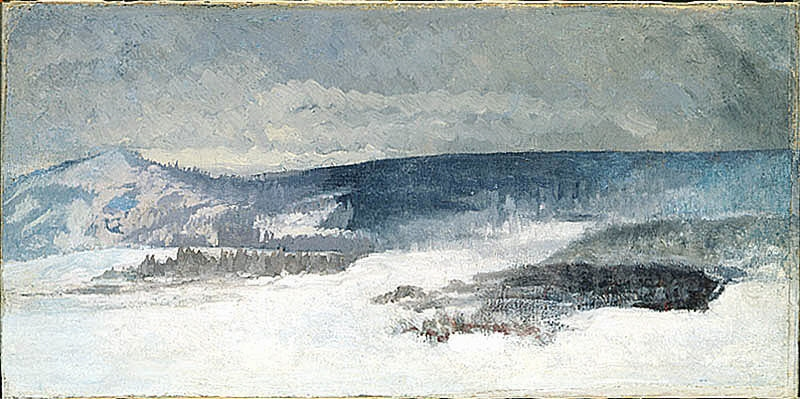
Anna Nordlander: Norrländskt vinterlandskap